# دکتر جکیل و آقای هاید (فیلم ۱۹۴۱)
دکتر جکیل و آقای هاید (انگلیسی: Dr. Jekyll and Mr. Hyde) فیلمی در ژانر ترسناک و علمی–تخیلی به کارگردانی ویکتور فلمینگ است که در سال ۱۹۴۱ منتشر شد. این فیلم بر اساس رمان کوتاه مورد غیرعادی دکتر جکیل و آقای هاید نوشته رابرت لوییس استیونسون ساخته شده است.

## خلاصه داستان
«دکتر جکیل»، پس از نوشیدن معجونی که او را تبدیل به «آقای هاید» شیطان‌صفت می‌کند، اجازه می‌دهد نیمهٔ دیگرش آزادانه تصمیم بگیرد….

## جوایز
این فیلم کاندیدای ۳ اسکار (کاندیدای اسکار بهترین موسیقی-کاندیدای اسکار بهترین تدوین-کاندیدای اسکار بهترین فیلمبرداری) در سال ۱۹۴۲ شد.

## بازیگران
- اسپنسر تریسی
- اینگرید برگمن
- لانا ترنر
- دونالد کریسپ
- ایان هانتر
- سارا آلگود
- بارتون مک‌لین
- دوریس لوید
- هیلاری بروک
- جیمی اوبری
- فرانک هاگنی
- کلاد کینگ